# Zadní Liboc
Der Zadní Liboc (deutsch: Rebbach, Mühlbach, etwa: Hintere Leibitsch) ist ein rechter Nebenfluss des Libocký potok (Leibitschbach) in der Karlsbader Region in Tschechien.

## Lage und Verlauf
Der Bach entspringt am Westrand des böhmischen Teil des Erzgebirges in der Nähe des zu Kraslice (Graslitz) gehörenden Ortsteils Počátky (Ursprung) am Počátecký vrch (819 m n.m.). In den Wiesen dieses Ursprungberges liegen auch die Quellgebiete des nach Norden über Weiße Elster und Saale entwässernden Schwarzbaches sowie des Libocký potok. Vor 1945 hatte der Bach zwei Namen: im oberen Teil hieß er Mühlbach und im unteren Rebbach. Nachdem er die ebenfalls zu Kraslice gehörenden Ortsteile Kostelní (Kirchberg) und Valtéřov passiert hat, mündet er nach etwa 11 km im Leibitschgrund in die (Vordere) Leibitsch. Einziger benannter Zufluss ist der 2,9 km lange Zlatý potok (Goldbach). Dieser entspringt nahe der sächsisch-tschechischen Grenze, die hier der Wasserscheide zwischen Nord- und Sübabfluss folgt, und mündet unterhalb von Valtéřov.